# Дейфонт
Дейфонт (на старогръцки: Δηιφόντης, Deiphontes) в гръцката митология е цар на Аргос през началото на 11 век пр.н.е.
Той е син на Антимах и правнук на Херакъл
Той се жени за Хирнето, дъщеря на Темен. Темен решава да направи Дейфонт за свой наследник вместо някой от синовете си, заради което те убиват Темен и жителите на Аргос ги изгонват.
Кейс, син на Темен, изгонва Дейфонт и Хирнето от Аргос и се възкачва на трона на Аргос. Дейфонт и Хирнето отиват да живеят в Епидавър. Той и братята му отвличат Хирнето и Дейфонт ги преследва. Хирнето е убита по време на преследването от нейния брат Фалк.